# Садовский, Михаил Михайлович (младший)
Михаи́л Миха́йлович Садо́вский (1909—1977) — советский актёр театра и кино, заслуженный артист РСФСР (1949).

## Биография
Сын Михаила Михайловича Садовского (1878—1962).
Сценическую деятельность начал в 1928 году. В разные годы работал в ЦТКА, Московском театре им. Ермоловой, Театре им. Мейерхольда, в 1937 году был принят в труппу Малого театра.

## Признание и награды
- Заслуженный артист РСФСР (1949)

## Творчество

### Роли в театре

#### Малый театр
- 1938 — «Горе от ума» А. С. Грибоедова. Режиссёр: Пров Садовский — Молчалин[2]

### Фильмография
- 1936 — Гобсек — граф де Трайль
- 1941 — Маскарад — князь Звездич
- 1943 — Кутузов
- 1946 — Крейсер «Варяг» — Платон Муромский
- 1952 — Горе от ума — Молчалин
- 1959 — Растеряева улица — секретарь
- 1964 — Порт-Артур — Дукельский
- 1974 — Перед заходом солнца
- 1975 — Достигаев и другие

## Сочинения
Записки актёра. — М.: Искусство, 1975.